# Grupp E i kvalspelet till världsmästerskapet i fotboll 2014 (Caf)
| Nr | Lag               | S | V | O | F | GM | IM | MS | P  |
| -- | ----------------- | - | - | - | - | -- | -- | -- | -- |
| 1  | Burkina Faso      | 6 | 4 | 0 | 2 | 7  | 4  | +3 | 12 |
| 2  | Kongo-Brazzaville | 6 | 3 | 2 | 1 | 7  | 3  | +4 | 11 |
| 3  | Gabon             | 6 | 2 | 1 | 3 | 5  | 6  | −1 | 7  |
| 4  | Niger             | 6 | 1 | 1 | 4 | 6  | 12 | −6 | 4  |

| Hemma \ Borta     | Burkina Faso | Gabon | Kongo-Brazzaville | Niger |
| Burkina Faso      | —            | 1–0   | 0–3               | 4–0   |
| Gabon             | 1–0          | —     | 0–0               | 4–1   |
| Kongo-Brazzaville | 0–1          | 1–0   | —                 | 1–0   |
| Niger             | 0–1          | 3–0   | 2–2               | —     |

## Matcher
|           | 2 juni 2012 | Burkina Faso | 0 – 3 | Kongo-Brazzaville | Stade du 4 Août                                                 |                                                                 |
| 20:15 UTC | 20:15 UTC   |              |       |                   | Ouagadougou Publik: 23 904 Domare: Bouchaib El Ahrach (Marocko) | Ouagadougou Publik: 23 904 Domare: Bouchaib El Ahrach (Marocko) |
| 20:15 UTC | 20:15 UTC   |              |       |                   | Ouagadougou Publik: 23 904 Domare: Bouchaib El Ahrach (Marocko) | Ouagadougou Publik: 23 904 Domare: Bouchaib El Ahrach (Marocko) |
| 20:15 UTC | 20:15 UTC   |              |       |                   | Ouagadougou Publik: 23 904 Domare: Bouchaib El Ahrach (Marocko) | Ouagadougou Publik: 23 904 Domare: Bouchaib El Ahrach (Marocko) |

|             | 3 juni 2012 | Niger | 3 – 0 | Gabon | Stade Général Seyni Kountché                             |                                                          |
| 17:00 UTC+1 | 17:00 UTC+1 |       |       |       | Niamey Publik: 20 000 Domare: Djamel Haïmoudi (Algeriet) | Niamey Publik: 20 000 Domare: Djamel Haïmoudi (Algeriet) |
| 17:00 UTC+1 | 17:00 UTC+1 |       |       |       | Niamey Publik: 20 000 Domare: Djamel Haïmoudi (Algeriet) | Niamey Publik: 20 000 Domare: Djamel Haïmoudi (Algeriet) |
| 17:00 UTC+1 | 17:00 UTC+1 |       |       |       | Niamey Publik: 20 000 Domare: Djamel Haïmoudi (Algeriet) | Niamey Publik: 20 000 Domare: Djamel Haïmoudi (Algeriet) |

|             | 9 juni 2012 | Gabon       | 1 – 0           | Burkina Faso | L’amitié Sino Gabonaise                                  |                                                          |
| 15:30 UTC+1 | 15:30 UTC+1 | Ebanega 57′ | (0 – 0) Rapport |              | Libreville Publik: 23 000 Domare: Ousmane Fall (Senegal) | Libreville Publik: 23 000 Domare: Ousmane Fall (Senegal) |
| 15:30 UTC+1 | 15:30 UTC+1 |             |                 |              | Libreville Publik: 23 000 Domare: Ousmane Fall (Senegal) | Libreville Publik: 23 000 Domare: Ousmane Fall (Senegal) |
| 15:30 UTC+1 | 15:30 UTC+1 |             |                 |              | Libreville Publik: 23 000 Domare: Ousmane Fall (Senegal) | Libreville Publik: 23 000 Domare: Ousmane Fall (Senegal) |

|             | 9 juni 2012 | Kongo-Brazzaville | 1 – 0           | Niger | Stade Municipal                                             |                                                             |
| 15:30 UTC+1 | 15:30 UTC+1 | Malonga 89′       | (0 – 0) Rapport |       | Pointe Noire Publik: 10 500 Domare: Hudu Munyemana (Rwanda) | Pointe Noire Publik: 10 500 Domare: Hudu Munyemana (Rwanda) |
| 15:30 UTC+1 | 15:30 UTC+1 |                   |                 |       | Pointe Noire Publik: 10 500 Domare: Hudu Munyemana (Rwanda) | Pointe Noire Publik: 10 500 Domare: Hudu Munyemana (Rwanda) |
| 15:30 UTC+1 | 15:30 UTC+1 |                   |                 |       | Pointe Noire Publik: 10 500 Domare: Hudu Munyemana (Rwanda) | Pointe Noire Publik: 10 500 Domare: Hudu Munyemana (Rwanda) |

|             | 23 mars 2013 | Kongo-Brazzaville | 1 – 0           | Gabon | Stade Municipal                                             |                                                             |
| 15:30 UTC+1 | 15:30 UTC+1  | Samba 61′         | (0 – 0) Rapport |       | Pointe Noire Publik: 13 000 Domare: Bakary Gassama (Gambia) | Pointe Noire Publik: 13 000 Domare: Bakary Gassama (Gambia) |
| 15:30 UTC+1 | 15:30 UTC+1  |                   |                 |       | Pointe Noire Publik: 13 000 Domare: Bakary Gassama (Gambia) | Pointe Noire Publik: 13 000 Domare: Bakary Gassama (Gambia) |
| 15:30 UTC+1 | 15:30 UTC+1  |                   |                 |       | Pointe Noire Publik: 13 000 Domare: Bakary Gassama (Gambia) | Pointe Noire Publik: 13 000 Domare: Bakary Gassama (Gambia) |

|           | 23 mars 2013 | Burkina Faso                                  | 4 – 0           | Niger | Stade du 4 aout                                                      |                                                                      |
| 18:00 UTC | 18:00 UTC    | Pitroipa 3′ Bancé 34′ Kaboré 77′ Nakoulma 86′ | (2 – 0) Rapport |       | Ouagadougou Publik: 35 000 Domare: Noumandiez Doue (Elfenbenskusten) | Ouagadougou Publik: 35 000 Domare: Noumandiez Doue (Elfenbenskusten) |
| 18:00 UTC | 18:00 UTC    |                                               |                 |       | Ouagadougou Publik: 35 000 Domare: Noumandiez Doue (Elfenbenskusten) | Ouagadougou Publik: 35 000 Domare: Noumandiez Doue (Elfenbenskusten) |
| 18:00 UTC | 18:00 UTC    |                                               |                 |       | Ouagadougou Publik: 35 000 Domare: Noumandiez Doue (Elfenbenskusten) | Ouagadougou Publik: 35 000 Domare: Noumandiez Doue (Elfenbenskusten) |

|             | 8 juni 2013 | Gabon | 0 – 0   | Kongo-Brazzaville | Stade de Franceville                                      |                                                           |
| 15:30 UTC+1 | 15:30 UTC+1 |       | Rapport |                   | Franceville Publik: 27 500 Domare: Ghead Grisha (Egypten) | Franceville Publik: 27 500 Domare: Ghead Grisha (Egypten) |
| 15:30 UTC+1 | 15:30 UTC+1 |       |         |                   | Franceville Publik: 27 500 Domare: Ghead Grisha (Egypten) | Franceville Publik: 27 500 Domare: Ghead Grisha (Egypten) |
| 15:30 UTC+1 | 15:30 UTC+1 |       |         |                   | Franceville Publik: 27 500 Domare: Ghead Grisha (Egypten) | Franceville Publik: 27 500 Domare: Ghead Grisha (Egypten) |

|             | 9 juni 2013 | Niger | 0 – 1           | Burkina Faso | Stade General Seyni Kountche                            |                                                         |
| 16:00 UTC+1 | 16:00 UTC+1 |       | (0 – 0) Rapport | Pitroipa 80′ | Niamey Publik: 18 000 Domare: Tessema Bamlak (Etiopien) | Niamey Publik: 18 000 Domare: Tessema Bamlak (Etiopien) |
| 16:00 UTC+1 | 16:00 UTC+1 |       |                 |              | Niamey Publik: 18 000 Domare: Tessema Bamlak (Etiopien) | Niamey Publik: 18 000 Domare: Tessema Bamlak (Etiopien) |
| 16:00 UTC+1 | 16:00 UTC+1 |       |                 |              | Niamey Publik: 18 000 Domare: Tessema Bamlak (Etiopien) | Niamey Publik: 18 000 Domare: Tessema Bamlak (Etiopien) |

|             | 15 juni 2013 | Kongo-Brazzaville | 0 – 1           | Burkina Faso | Stade Municipal                                                 |                                                                 |
| 15:30 UTC+1 | 15:30 UTC+1  |                   | (0 – 1) Rapport | Bancé 38′    | Pointe Noire Publik: 13 497 Domare: Rainhold Shikongo (Namibia) | Pointe Noire Publik: 13 497 Domare: Rainhold Shikongo (Namibia) |
| 15:30 UTC+1 | 15:30 UTC+1  |                   |                 |              | Pointe Noire Publik: 13 497 Domare: Rainhold Shikongo (Namibia) | Pointe Noire Publik: 13 497 Domare: Rainhold Shikongo (Namibia) |
| 15:30 UTC+1 | 15:30 UTC+1  |                   |                 |              | Pointe Noire Publik: 13 497 Domare: Rainhold Shikongo (Namibia) | Pointe Noire Publik: 13 497 Domare: Rainhold Shikongo (Namibia) |

|           | 15 juni 2013 | Gabon                                                        | 4 – 1           | Niger      | Stade de Franceville                                            |                                                                 |
| 15:30 UTC | 15:30 UTC    | Aubameyang 43′ (str.), 87′ (str.), 90+8′ (str.) Ecuele 90+7′ | (1 – 1) Rapport | Seydou 14′ | Franceville Publik: 12 000 Domare: Samuel Chirinda (Moçambique) | Franceville Publik: 12 000 Domare: Samuel Chirinda (Moçambique) |
| 15:30 UTC | 15:30 UTC    |                                                              |                 |            | Franceville Publik: 12 000 Domare: Samuel Chirinda (Moçambique) | Franceville Publik: 12 000 Domare: Samuel Chirinda (Moçambique) |
| 15:30 UTC | 15:30 UTC    |                                                              |                 |            | Franceville Publik: 12 000 Domare: Samuel Chirinda (Moçambique) | Franceville Publik: 12 000 Domare: Samuel Chirinda (Moçambique) |

|             | 7 september 2013 | Niger                | 2 – 2           | Kongo-Brazzaville          | Stade Général Seyni Kountché          |                                       |
| 16:30 UTC+1 | 16:30 UTC+1      | Cissé 34′ Daouda 70′ | (1 – 0) Rapport | N'Guessi 66′ Kapolongo 76′ | Niamey Domare: Koman Coulibaly (Mali) | Niamey Domare: Koman Coulibaly (Mali) |
| 16:30 UTC+1 | 16:30 UTC+1      |                      |                 |                            | Niamey Domare: Koman Coulibaly (Mali) | Niamey Domare: Koman Coulibaly (Mali) |
| 16:30 UTC+1 | 16:30 UTC+1      |                      |                 |                            | Niamey Domare: Koman Coulibaly (Mali) | Niamey Domare: Koman Coulibaly (Mali) |

|             | 7 september 2013 | Burkina Faso | 1 – 0           | Gabon | Stade du 4 Août                                         |                                                         |
| 16:00 UTC+1 | 16:00 UTC+1      | Nakoulma 54′ | (0 – 0) Rapport |       | Ouagadougou Domare: Rajindraparsad Seechurn (Mauritius) | Ouagadougou Domare: Rajindraparsad Seechurn (Mauritius) |
| 16:00 UTC+1 | 16:00 UTC+1      |              |                 |       | Ouagadougou Domare: Rajindraparsad Seechurn (Mauritius) | Ouagadougou Domare: Rajindraparsad Seechurn (Mauritius) |
| 16:00 UTC+1 | 16:00 UTC+1      |              |                 |       | Ouagadougou Domare: Rajindraparsad Seechurn (Mauritius) | Ouagadougou Domare: Rajindraparsad Seechurn (Mauritius) |